# Comunitat de comunes del Pays de l'Ourcq
La Comunitat de comunes del Pays de l'Ourcq (oficialment: Communauté de communes du Pays de l'Ourcq) és una Comunitat de comunes del departament de Sena i Marne, a la regió de l'Illa de França.
Creada al 1973, està formada 22 municipis i la seu es troba a Ocquerre.

## Municipis
1. Armentières-en-Brie
2. Cocherel
3. Congis-sur-Thérouanne
4. Coulombs-en-Valois
5. Crouy-sur-Ourcq
6. Dhuisy
7. Douy-la-Ramée
8. Étrépilly
9. Germigny-sous-Coulombs
10. Isles-les-Meldeuses
11. Jaignes
12. Lizy-sur-Ourcq
13. Marcilly
14. Mary-sur-Marne
15. May-en-Multien
16. Ocquerre
17. Le Plessis-Placy
18. Puisieux
19. Tancrou
20. Trocy-en-Multien
21. Vendrest
22. Vincy-Manœuvre